# Monteggiova zlomenina

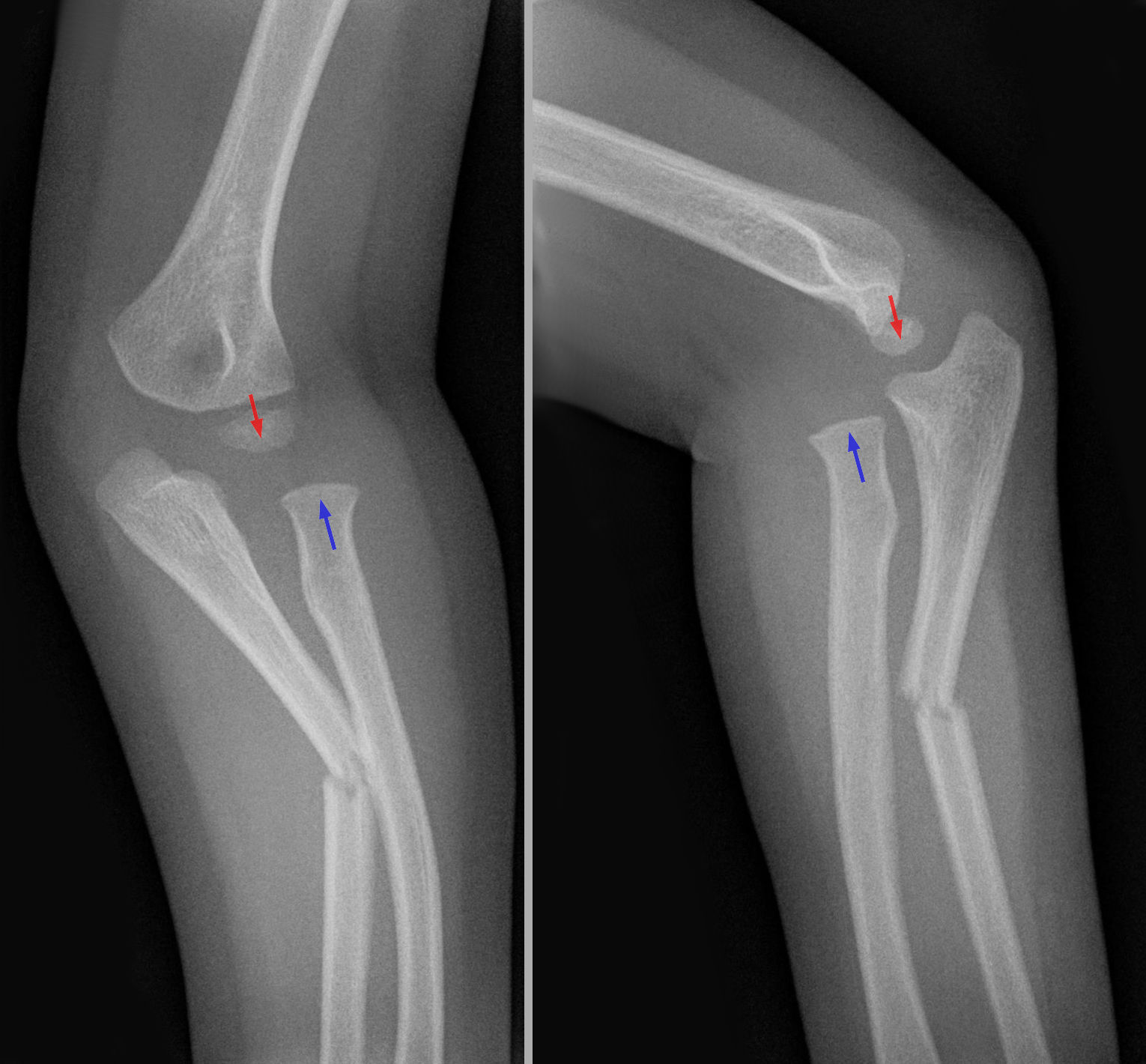
Rentgenový snímek zlomeniny

Monteggiova zlomenina je zlomenina proximální třetiny ulny (kosti loketní) v kombinaci s luxací (vykloubením) hlavice radia (kosti vřetenní). Nejčastěji vzniká přímým nárazem na zadní stranu předloktí nebo pádem na ruku flektovanou (ohnutou) v lokti.
Poprvé ji popsal italský chirurg Giovanni Battista Monteggia v roce 1813.